# مصمم معماري
المصمم المعماري (بالإنجليزية: Architectural designer)‏ هُوَ الشَّخص الذي يُشارِك في تَصميم المباني أو التصميم العمراني.

## نظرة عامة
المُصَمّمين المِعمارِيين لَدَيهِم مَهارات مُماثِلَة للمُهَندِسين المِعمارِيين. ومع ذلك، قَد لا يَحمِلونَ نَفس دَرجة المُؤَهِلات ولا تُعتَرف عموماً من هَيئَة قانونِيَة. وتبعاً لِلوِلايَة القَضائِيَة، قَد توجَد قُيود في المَشاريع التي يُسمَح لِلمُصَمِم المِعماري بِأدائها دونَ إشراف مُباشَر مِن مُهندس مِعماري مُسَجَّل.
وفي كثير مِن الأحيان، يُشار إلى المُصَمِّمين المِعمارِيين الذين لَم يُسجلوا كَمهندسين مِعمارِيين بِوَصفهم صائِغين أو مُصَممين لأن هذا المصطلح لا يحميه القانون في معظم البُلدان. ومع ذلك، في كَثير مِنَ البُلدان في جَميع أنحاء العالَم، ومُصطَلح مُصَمِّم مِعماري ومُشتَقات العَمارَة مَحفوظَة قانونِياً لِلمُهَندِسين المُسَجِّلين.

### وظيفة مماثلة
التَّحليل الفَني القِياسي للصور الجوية من أسطُح المَنازِل ويُستَخدَم بَرمجيات مُتَطَوِرَة لإنشاء رُسومات حاسوبِيَة ثُنائية وثُلاثِية الأبعاد ِللمباني السَّكنية والتِّجارية.

## روابط خارجية
- Architectural Designers New Zealand